# Margit-sziget
Margit-sziget [ˈmɒɾgit ˈsigɛt] est une île du Danube située au centre-nord de Budapest. Elle est actuellement recouverte par des espaces verts et est considérée comme le « poumon » de Budapest par ses habitants. Elle est parfois connue sous la traduction calquée « Île Marguerite » en français. Elle abrite le quartier de Margitsziget rattaché au 13e arrondissement.
Elle est reliée aux rives de la ville : au nord par le Árpád híd et au sud par le Margit híd.

## Géographie
L'île a 2,5 km de long et 500 m de large, soit 0,965 km2 de superficie) ; elle est située au milieu du Danube dans le centre de Budapest. L’île est principalement couverte de parcs paysagers et est une zone de loisirs populaire. Ses ruines médiévales rappellent son importance au Moyen Âge en tant que centre religieux. Son apparence actuelle découle de la connexion de trois îles distinctes, le Festő, le Fürdő et le Nyulak, à la fin du XIX, pour contrôler le flux du Danube. La circulation automobile – à l’exception des bus et des taxis – est interdite

## Histoire
Le nom de l'île vient de sainte Marguerite, fille du roi Béla IV, qui y résida dans un couvent dominicain jusqu'à sa mort en 1271. À cette époque, l'île était nommée l'Île des Lièvres (Nyulak szigete).